# 托马斯·巴托林
托马斯·巴托林（1616年10月20日—1680年12月4日），是一位丹麦医师、数学家和神学家。他以发现人类淋巴系统和发展冷凍麻醉理论而闻名，是第一个科学性地描述它的人。
托马斯·巴托林的家庭以培養开创性的科学家而著名，一共出了12个哥本哈根大学教授。他一家三代：他的父亲，老卡斯帕·巴托林（Caspar Bartholin the Elder、1585–1629）、弟弟拉斯穆斯·巴多林（1625–1698）和儿子小卡斯帕·巴托林（Caspar Bartholin the Younger、1655–1738），都在17世纪和18世纪为解剖学和医学做出了重大贡献年轻人。托马斯的另一个儿子小托马斯·巴托林（Thomas Bartholin the Younger，1659-1690）成为哥本哈根大学历史学教授，后来被任命为皇家档案馆的皇家文物研究员和秘书。

## 个人生活
T.巴托林的父亲，是出生在斯科讷马尔默的老C.巴托林，母亲是安妮·芬克（Anne Fincke）。T.巴托林是他们六个儿子中的第二个。老巴托林在1611年出版了第一部解剖学著作全集。后来T.巴托林扩充、说明并修订了这部著作，成为解剖学的标准参考。儿子还特别增加了哈维的血液循环理论和淋巴系统。
T.巴托林于1644年在墨西拿拜访了意大利植物学家彼得罗·卡斯特利。1663年，T.巴托林买下了一座农场，但在1670年（包括他的图书馆）被烧毁，遗失了许多手稿。丹麦国王克里斯蒂安五世任命T.巴托林为他的医生，薪水相当丰厚，并且免除了他农场的税收，作为他损失的补偿。1680年巴托林的健康恶化，农场被变卖，他搬回了哥本哈根，然后在那里去世。他死后被埋葬在Vor Frue Kirke（圣母教堂）。
哥本哈根有一条以他们家命名的街道：Bartholinsgade，附近是巴托林研究所。奥胡斯大学的一栋建筑也是以他的名字命名的。

## 对医学研究的贡献
1652年12月，T.巴托林发表了第一个关于人类淋巴系统的完整描述。吉恩·佩奎特曾在此前的1651年，注意到过动物的淋巴系统。佩奎特还发现了胸导管和它进入静脉的入口，是第一个描述淋巴液正确进入血液途径的人。在佩奎特和T.巴托林的发现后不久，1653年，奥洛夫·鲁德贝克出版了类似的人类淋巴系统。尽管鲁德贝克在1652年的四五月份，在瑞典克里斯蒂娜女王的朝廷上就发表了他的发现，但直到1653年（在T.巴托林之后）才写出来。结果就是是他们开始激烈的争夺第一发现者的身份。尼古拉斯·斯坦诺是他最有名的的学生。
T.巴托林的著作De nivis usu medico observationes variae第二十二章，是已知第一次提及冷冻麻醉，他把这项技术归功于意大利人马可·奥雷利奥·塞韦里诺。根据T.巴托林的说法，塞韦里诺是第一个使用冰雪混合物的人（1646年），T.巴托林最早在访问那不勒斯时，了解了他的技术。
T.巴托林同时也是第一个描述13体综合征的人。
T.巴托林一家三代，都发现过重要的解剖结构和现象，为现代医学的实践做出了贡献。

## 作品

Antiquitatum veteris puerperii synopsis, 1676

- Historiarum anatomicarum rariorum [...] （不寻常的解剖和临床结构的病例，包括异常和正常结构的描述和说明）
  - ... centuria I et II載於Google圖書, Amsterdam, 1654.
  - ... centuria III et IV載於Google圖書. The Hague: Vlacq, 1657.
  - ... centuria V et VI載於Google圖書, Copenhagen: P. Haubold, 1661.
- De unicornu. Padua, 1645.
- De Angina Puerorum Campaniae Siciliaeque Epidemica Exercitationes. Paris, 1646.
- De lacteis thoracicis in homine brutisque nuperrime observatis historia anatomica載於Google圖書, Copenhagen: M. Martzan, 1652 (Bartholin's discovery of the thoracic duct).
- Vasa lymphatica nuper Hafniae in animalibus inventa et hepatis exsequiae. Hafniae (Copenhagen), Petrus Hakius, 1653.
- Vasa lymphatica in homine nuper inventa. Hafniae (Copenhagen), 1654.
- Historarium anatomicarum rariorum centuria I-VI. Copenhagen, 1654–1661.
- Anatomia. The Hague. Ex typographia Adriani Vlacq, 1655.
- Dispensarium hafniense. Copenhagen, 1658.
- De nivis usu medico observationes variae. Accessit D. Erasmi Bartholini de figura nivis dissertatio. With a book by Rasmus Bartholin. Copenhagen: Typis Matthiase Godichii, sumptibus Petri Haubold, 1661. （已知第一次提及冷冻麻醉）
- Cista medica hafniensis. Copenhagen, 1662.
- De pulmonum substantia et motu. Copenhagen, 1663.
- De insolitis partus humani viis. Copenhagen, 1664.
- De medicina danorum domestica. Copenhagen, 1666.
- De flammula cordis epistola. Copenhagen, 1667.
- Orationes et dissertationes omnino varii argumenti. Copenhagen, 1668.
- Carmina varii argumenti. Copenhagen, 1669.
- De medicis poetis dissertatio. Hafinae, apud D. Paulli, 1669.
- De bibliothecae incendio. Copenhagen, 1670.
- De morbis biblicis miscellanea medica. Francofurti, D. Paulli, 1672.
- De cruce Christi hypomnemata IV, Typis Andreae ab Hoogenhuysen, Vesaliae (Wesel), 1673.
- Acta medica et philosophica. 1673–1680.